# Дорога матуся
Люба матуся — американський біографічний психологічний драматичний фільм 1981 року, режисером якого є Френк Перрі, з Фей Данавей, Стівом Форрестом, Марою Гобел і Діаною Скарвід у головних ролях, за підтримки Ксандера Берклі в його дебюті у повнометражному фільмі, разом з Рутанією Алда та Джослін Брандо. Адаптований з автобіографії Крістіни Кроуфорд 1978 року з такою ж назвою, фільм розповідає про її та її брата Крістофера виховання під опікою їхньої прийомної матері, акторки Джоан Кроуфорд, зображуючи її як жорстоку, контролюючу та маніпулятивну, яка ставить свою голлівудську кар'єру вище своєї родини.
Виконавчими продюсерами були чоловік Крістіни, Девід Кунц, і Террі О'Ніл, тодішній бойфренд і майбутній чоловік Данавей. Фільм поширювався компанією Paramount Pictures, єдиною з восьми великих кіностудій, у якій Кроуфорд ніколи не з'являлася у повнометражному фільмі.
Випущений у вересні 1981 року, Люба матуся швидко здобув репутацію серед глядачів завдяки високозарядженим виступам і мелодраматичному стилю, що призвело до того, що Paramount переробили свою маркетингову кампанію, представляючи фільм як ненавмисну комедію, незважаючи на його темну тематику. Фільм показав низькі результати в прокаті, зібравши 25 мільйонів доларів міжнародно при бюджеті в 10 мільйонів доларів. Родина Кроуфорд також засудила фільм за те, що він зображує Джоан більш жорстокою, ніж стверджувала Крістіна у своїй оригінальній книзі, причому деякі члени родини заперечували, чи взагалі мало місце жорстоке поводження. Фільм отримав змішані відгуки від критиків з похвалою за його кемповий стиль і виконання Данавей, але критикою за погану якість виробництва, непослідовне оповідання та мелодраматичну гру. Незважаючи на це, сприйняття фільму як такого, що має дивний сценарій і виконання, особливо Данавей, принесло йому культове наслідування.
Часто вважається одним із найгірших фільмів, коли-небудь знятих, він був номінований на дев'ять нагород «Золота малина» на 2-й церемонії вручення «Золотої малини» і виграв п'ять, включаючи «Найгірший фільм» і «Найгірша акторка» для Фей Данавей.